# Rechtbank Leeuwarden

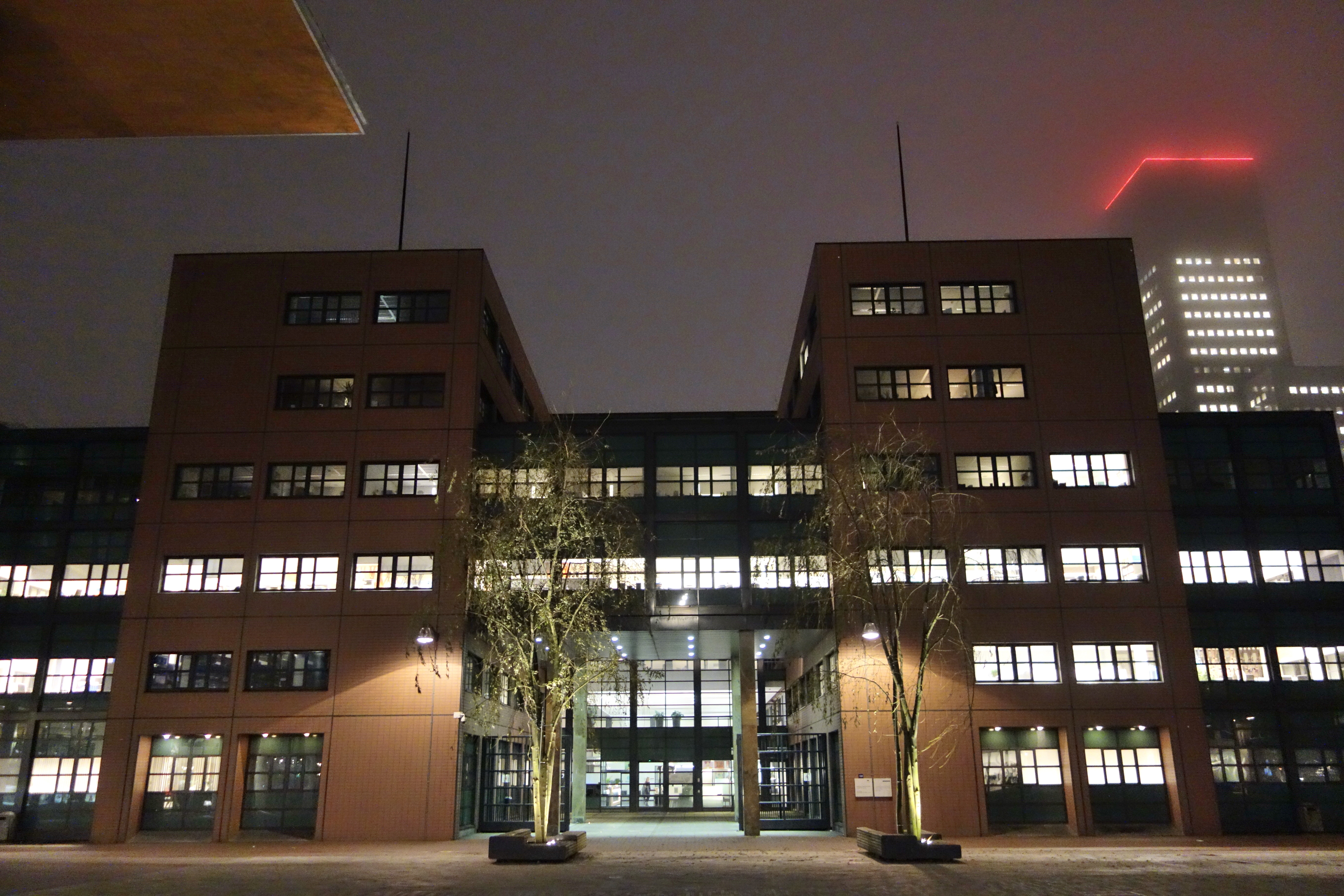
Rechtbank uit 1994 aan het Zaailand

Rechtbank Leeuwarden  was tot 2013 een rechtbank in Nederland. Met ingang van 1 januari 2013 is de rechtbank opgegaan in de Rechtbank Noord-Nederland.  De rechtbank had op het laatst nog drie vestigingen, de hoofdvestiging te Leeuwarden aan het Zaailand en de voormalige kantongerechten in Sneek en Heerenveen.
Het arrondissement van de rechtbank Leeuwarden bestond oorspronkelijk uit zeven kantons: Leeuwarden, Berlikum, Holwerd, Dokkum,  Bergum, Rauwerd en Harlingen.